# Władimir Pozner

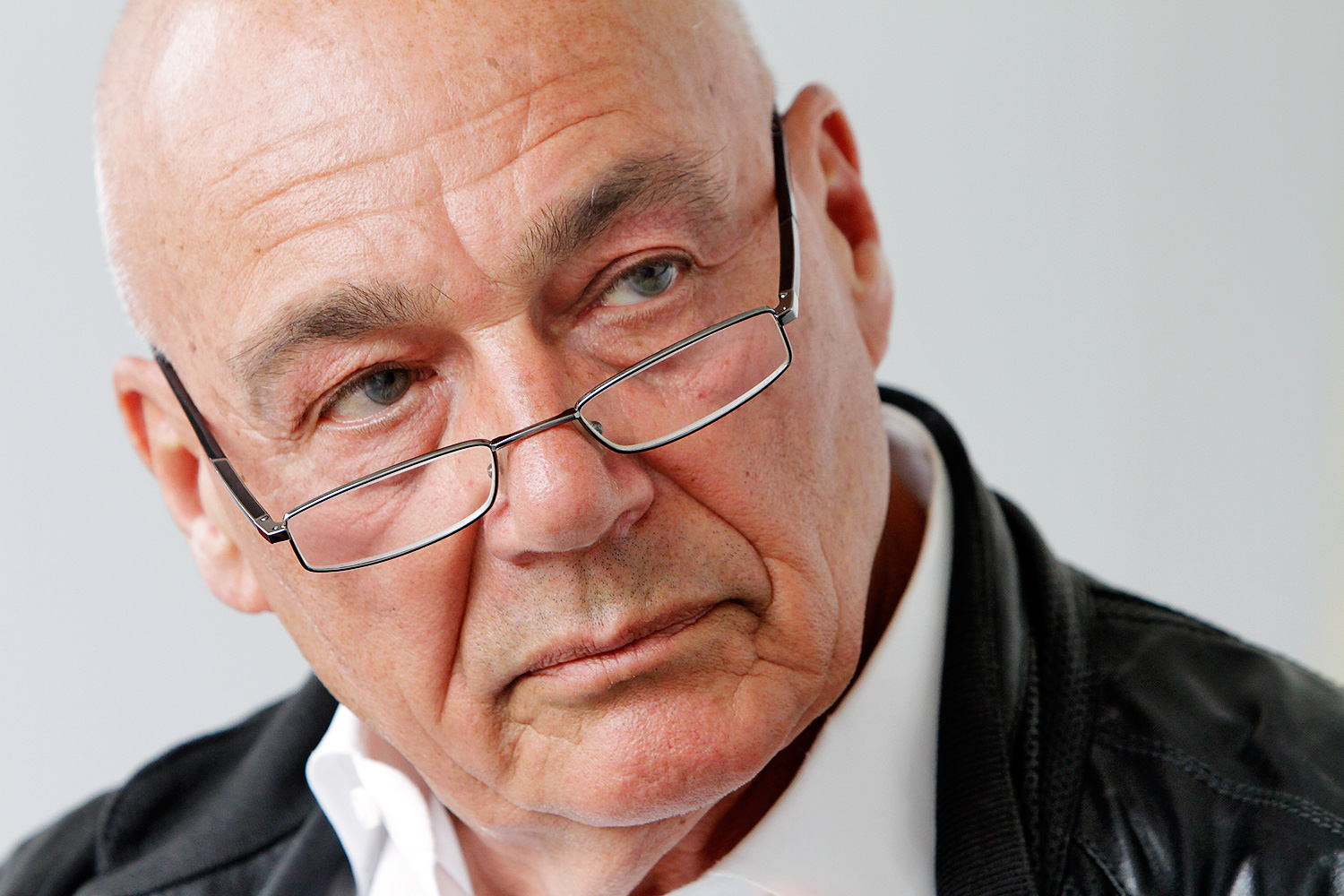

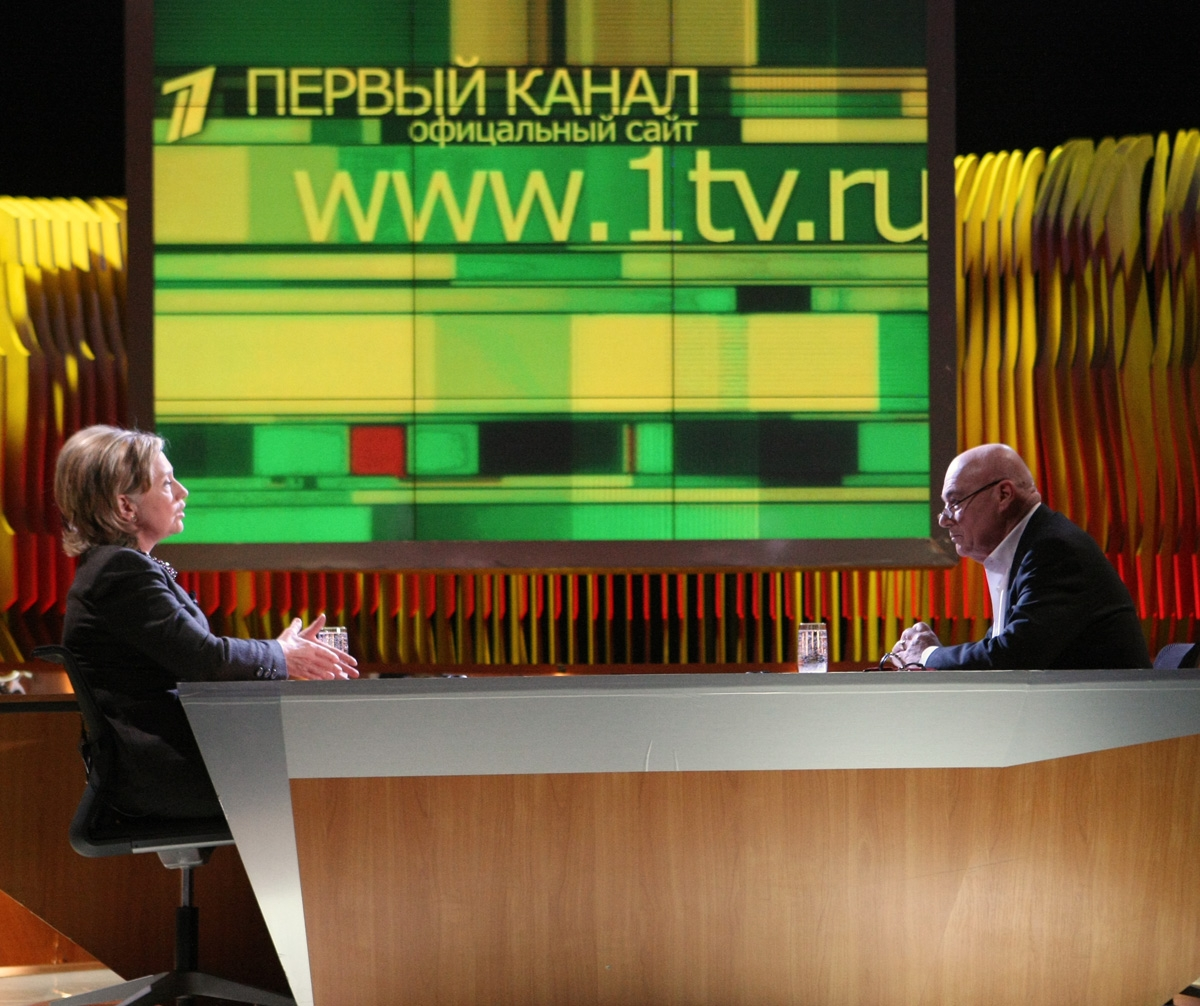
Wywiad z Hillary Clinton 2010

Władimir Władimirowicz Pozner (ros. Влади́мир Влади́мирович По́знер; ur. 1 kwietnia 1934 w Paryżu) – rosyjski dziennikarz telewizyjny.
Urodził się w Paryżu w rodzinie żydowskiego emigranta z Rosji, dziennikarza i literata, absolwenta Sorbony Władimira Aleksandrowicza Poznera (1908–1975). Jego matka, Geraldine Luttin (1910–1985), była Francuzką. W roku 1940 po hitlerowskiej okupacji Francji wyjechał z rodzicami do USA.
Władimir uczył się w Stuyvesant High School na Manhattanie. W roku 1945 urodził się jego brat Paweł. W roku 1946 jego ojcem zainteresowało się FBI. Poznerowie próbowali wyjechać do Francji, ale nie uzyskawszy prawa pobytu zdecydowali się udać do Berlina Wschodniego, gdzie ojciec został przedstawicielem „Soweksportfilmu”. Z Nowego Jorku do Europy rodzina odpłynęła polskim statkiem MS Batory w grudniu 1948. W roku 1952 Poznerowie przenieśli się na stałe do Moskwy, gdzie mieszkali przez pierwszy rok w hotelu Metropol.
W latach 1953–1958 studiował na Moskiewskim Uniwersytecie Państwowym, gdzie uzyskał dyplom w specjalności „fizjologia człowieka”. Zarabiał na życie jako tłumacz języka angielskiego. W roku 1959 został sekretarzem poety Samuela Marszaka. W październiku 1961 rozpoczął pracę w agencji prasowej „Nowosti”, potem w radiostacji nadającej w języku angielskim. W roku 1967 został członkiem KPZR. Karierę dziennikarską zawdzięcza Pozner biegłej znajomości języków angielskiego i francuskiego. Jednak do okresu pieriestrojki pozostawał mało znanym dziennikarzem anglojęzycznych kanałów radzieckiego radia.
Po 1985 stał się osobą publiczną. W szczególności zaczął prowadzić popularne programy telewizyjne z udziałem dziennikarzy i widzów amerykańskich, zwane "telemostami". Cieszyły się one ogromną popularnością w obu krajach. W jednym z programów prowadzonych przez Poznera i jego amerykańskiego kolegę - znanego dziennikarza Phil Donahue - padły źle potem rozumiane, ale słynne słowa "W ZSRR seksu nie ma". W 1986 Pozner mógł po raz pierwszy od 1948 odwiedzić USA. W tym okresie cieszył się  on szczególnymi względami władz, mógł sobie w ZSRR pozwolić na wygłaszanie kontrowersyjnych poglądów. 
Pozner posiada obywatelstwo Francji, Rosji i USA. W latach dziewięćdziesiątych XX w. opublikował w USA dwie książki: autobiograficzną „Parting With Illusions” oraz „Eyewitness: A Personal Account of the Unraveling of the Soviet Union” o rozpadzie Związku Radzieckiego.
W latach 1991–1997 mieszkał w USA. W roku 1997 założył w Moskwie „Szkołę mistrzostwa telewizyjnego”. Wraz z bratem Pawłem stworzył 2004 w Moskwie na Ostożence francuską restaurację „Chez Geraldine”. W latach 1957–1967 był mężem Walentyny Czemberdżi, w latach 1969–2005 Jekatieriny Orłowej. Z pierwszego małżeństwa jest ojcem kompozytorki Katii Czemberdżi (ur. 1960).
W październiku 2011 w programie I. rosyjskiej telewizji państwowej oświadczył, że Stalin ponosi winę za zbrodnię katyńską, za co został pozwany przed sąd przez wnuka Stalina, Jewgienija Dżugaszwilego.